# Ópera de Breslavia
La Ópera de Breslavia (en polaco: Opera Wrocławska, en alemán: Oper Breslau) es un teatro de ópera y su compañía de ópera, situado en Breslavia, Polonia. La ópera abrió en 1841.

## Historia

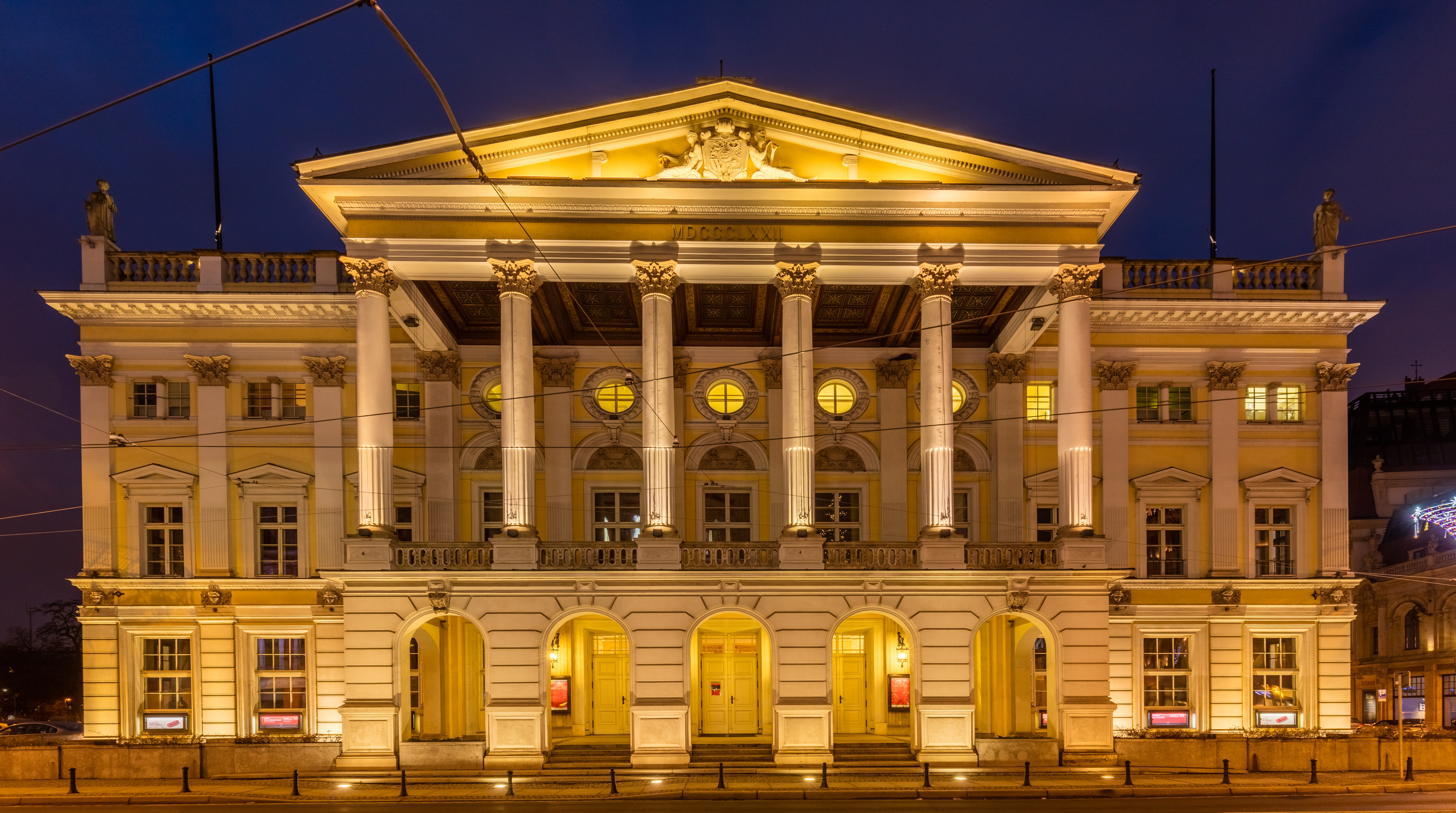
Vista de noche.

En 1725 Antonio Maria Peruzzi fundó una compañía de ópera italiana en Breslavia (Wroclaw), tras separarse de Antonio Denzio, con quien había colaborado en la compañía Peruzzi-Denzio en el Teatro Sporck de Praga. En 1755 Franz von Schuch (1716–1764) fundó el Teatro en las Cenizas Frías, que representó óperas hasta su muerte en 1764. Su hijo, Schuch el joven, trajo las primeras óperas de Johann Adam Hiller al Teatro Theodor Lobe de Breslavia en 1770. Su sucesor Johann Christian Wäser introdujo más, incluidas traducciones de singspiele de Pierre-Alexandre Monsigny. En 1806 Georg Joseph Vogler invitó a Carl Maria von Weber para que dirigiera la Ópera de Breslavia cuando tenía solo dieciocho años. La ópera se construyó en 1841 según el diseño de Carl Gotthard Langhans. Fue remodelada dos veces tras los incendios de 1865 (por Carl Johann Lüdecke) y de 1871 (por Karl Schmidt). Después del primer incendio, Theodor Lobe invitó en 1867 al joven director Ernst Schuch (1846–1914) para que empezara su carrera en el teatro.
Después de la Primera Guerra Mundial hubo notables producciones en el período de entreguerras, como Die glückliche Hand de Schönberg (1928). Uno de los directores musicales de esta época fue Franz von Hoesslin, quien fue obligado a dejar la ciudad y Alemania en 1928.

## Tras la Segunda Guerra Mundial: la Ópera Polaca
Tras la vuelta de Breslavia a Polonia en 1945, la Ópera de la Baja Silesia hizo su actuación inaugural en Breslavia el 8 de septiembre de 1945 con Halka de Stanisław Moniuszko, dirigida por Stanislaw Drabik. Entre 1945 y 1950 el edificio no solo albergó representaciones de óperas, sino también actuaciones de teatro, teatro de marionetas y opereta. En 1997 el director actual Ewa Michnik, emprendió la idea de usar otros lugares durante la rehabilitación completa del edificio (1997-2006). Creó una serie de megaproducciones que tuvieron lugar alrededor de la ciudad, incluido el Centennial Hall, el patio del Museo Nacional y las orillas del río Oder. Esta tradición se convirtió en emblema de la Ópera de Breslavia y continúa así hasta ahora. Las superproducciones son famosas por sus alrededores, decoraciones y actores invitados. La Ópera también organizó festivales de Wagner basándose en la tradición de la relación de Wagner con la Ópera de Breslavia. El repertorio actual de la ópera incluye Kot w butach (El gato con botas) de Bogdan Pawłowski y Matka czarnoskrzydłych snów de Hanna Kulenty. La lista de producciones actuales crece cada año. Varias producciones han sido premiadas tanto en Polonia como en el extranjero, lo que hace a la Ópera de Breslavia una de las mejores óperas de Europa.

## Estrenos
- Ludomir Różycki Eros und Psyche 1914